# Ein Zombie hing am Glockenseil
Ein Zombie hing am Glockenseil (Originaltitel: Paura nella città dei morti viventi) ist ein italienischer Horrorfilm aus dem Jahr 1980 und einer der bekanntesten Filme von Lucio Fulci.
Der Film wurde im Januar 1983 das erste Mal indiziert und im Juli 1986 nach § 131 StGB wegen Gewaltdarstellung beschlagnahmt. Geschnittenen Fassungen auf VHS mit den Titeln Ein Toter hing am Glockenseil und Eine Leiche hing am Glockenseil wurden ebenfalls beschlagnahmt. Ungeschnittene Auflagen wurden auch als City of the Living Dead und Gates of Hell vermarktet. Im Januar 2025 wurde der Film vom Index gestrichen.

## Handlung
Ein Pfarrer begeht in der kleinen Stadt Dunwich auf einem Friedhof Suizid. Diese Szene wird von einem Medium in einer spiritistischen Sitzung beobachtet, das daraufhin scheinbar verstirbt. Die Leiterin der Gruppe vermutet dahinter die Erfüllung einer Prophezeiung aus einem uralten Buch, das zudem voraussagt, dass die Toten nach der Selbsttötung eines Priesters auf dem Friedhof in Dunwich auferstehen.
Der Reporter Peter ist auf dem Friedhof, wo das verstorbene Medium gerade von zwei Totengräbern begraben wird. Diese hören jedoch mit der Arbeit auf, und als Peter gehen will, hört er Geräusche und befreit die noch lebende Mary aus ihrem Grab. Sie erzählt ihm von ihrer Vision, weiß allerdings nicht, wo sich der Ort des Geschehens befindet, und so machen sich beide gemeinsam auf die Suche.
In Dunwich sucht Emely ihren Freund Bob. Als sie ihn findet, hören sie Geräusche, und Bob flüchtet. Emely wird von dem toten Priester getötet. Kurz darauf findet man ihre Leiche. Der Obduktionsbeauftragte meint, sie sei an Angst gestorben. Der Vater Emelys verdächtigt Bob. In der Leichenhalle stellen sie fest, dass eine ganze Reihe von Menschen aufgrund merkwürdiger Umstände gestorben sind. Dem kleinen Bruder Emelys, Johnny, erscheint kurz darauf seine verstorbene Schwester und fordert ihn auf, mit ihr zu kommen. Er läuft entsetzt zu seinen Eltern.
Gerry, ein weiterer Mann aus Dunwich, wird von Sandra angerufen, die ihn auffordert, schnell vorbeizuschauen, weil bei ihr etwas Unvorstellbares vor sich gehe. Als er zu ihr kommt, hat sie eine Pistole bei sich. Der Grund für ihre Aufregung ist eine plötzlich erschienene Leiche in ihrem Haus. Sie trinken etwas in der Küche, und als sie zurückkommen, ist die Leiche verschwunden. Als sie eine Etage höher gehen, fällt das Licht kurz aus und das Fenster zersplittert, Blut fließt daraus hervor.
Währenddessen finden Peter und Mary einen Priester, der vieles über Dunwich weiß. Er erklärt ihnen den Weg dorthin und erzählt, dass die Stadt auf der alten Hexenstadt Salem gebaut wurde. Bob, der in einem Auto übernachtet hat, wird von der Tochter des Wagenbesitzers gefunden, die eine Freundin von ihm ist. Dieser kommt jedoch und bringt ihn um, weil er ihn für den Mörder der ums Leben gekommenen Menschen hält.
Gerry sucht mittlerweile den Direktor, von dem er sich Hilfe verspricht, auf dem Friedhof. Dort begegnet er Peter und Mary. Diese wollen das Grab des Pfarrers finden, um ihn zu vernichten. Sie gehen in ein Haus, wo Sandra auf sie wartet. Dort öffnet sich das Fenster und ein Regen aus Maden geht auf sie nieder. Nachdem dieser aufhört, klingelt das Telefon: Es ist der kleine Johnny, der sie um Hilfe ruft, weil seine Schwester seine Eltern getötet hat. Sie holen ihn ab und fahren zur Leichenhalle. Dort trennen sie sich. Sandra geht mit Johnny ins Atelier, die anderen gehen in die Leichenhalle, wo alle Särge leer sind.
Als Sandra das Atelier betreten will, wird sie von einem Zombie getötet. Johnny rennt zu Gerry, begegnet vorher noch Emely, doch Gerry findet ihn rechtzeitig. Die Gruppe trifft auf die Polizei. Johnny wird dort zurückgelassen. Die anderen begeben sich zum Friedhof, um die Gruft des Priesters zu finden. Sie finden ihn in der Familiengruft und dringen ein. Drinnen begegnet ihnen Sandra, die mittlerweile zum Zombie geworden ist und Peter tötet. Gerry kann sie mit einem Kruzifix erstechen. Sie gehen weiter, bis sie am Grab des Paters sind, während hinter ihnen zahlreiche Leichen als Untote erwachen.
Schließlich taucht der Pater auf. Gerry sticht wiederum mit dem Kreuz zu, und der Priester fängt Flammen, alle anderen Zombies ebenfalls. Als Mary und Gerry aus der Gruft steigen, kommt ihnen Johnny freudig entgegengerannt.

## Kritiken und Auszeichnungen
- Die Mehrheit der Filmkritiker stand Ein Zombie hing am Glockenseil ablehnend gegenüber. So urteilt der christliche film-dienst beispielsweise: „Abstruser Horrorfilm; ein Produkt, das der bewährten Mischung aus Vampirfilmen und ‚Exorzist‘ folgt, um das Auferstehen vermoderter Leichen mit Sadismen und üblichen Horroreffekten zu verstärken. – Wir raten ab.“
- Beim 10. Internationalen Festival des Fantasy- und Science-Fiction-Films in Paris erhielt der Film den Publikumspreis.

## Zensur
Der Film sorgte bei seinem Erscheinen für viel Furore. Zwar hatte Lucio Fulci mit Zombi 2 bereits einen ähnlich gelagerten Film im Rahmen der aufkeimenden Welle an Zombie-Filmen gedreht, allerdings überschritt Ein Zombie hing am Glockenseil nach Ansicht vieler Kritiker die Grenzen des Zeigbaren. Verschärft wurde die Debatte durch das Aufkommen der VHS-Kassette, die eine weitere Verbreitung dieser Filme in der Bevölkerung ermöglichte. So war Ein Zombie hing am Glockenseil bei seiner Kino-Erstauswertung nicht Gegenstand solch kontroverser Diskussionen über mediale Gewaltdarstellungen.
Aufgrund der Tatsache, dass die FSK damals ausschließlich Kinofilme prüfte und Videos praktisch von Personen jeden Alters entliehen werden konnten, führte die ZDF-Reportage Mama, Papa, Zombie Ein Zombie hing am Glockenseil als exemplarisches Beispiel für die Gewalt in den damals neuartigen Medien an. Durch die Berichterstattung wurde der Film einer breiteren Öffentlichkeit bekannt, so dass einige Jahre später der Indizierung eine Beschlagnahme durch das Amtsgericht München folgte. Neben der Erstauflage wurde auch eine gekürzte Zweitauflage beschlagnahmt, selbst eine dritte Schnittfassung wurde 2001 erneut beschlagnahmt. Erst eine vierte Schnittfassung mit dem Titel Ein Kadaver hing am Glockenseil wurde mit FSK 16 freigegeben. Die gekürzten Fassungen wurden unter den Titeln Eine Leiche hing am Glockenseil und Ein Toter hängt am Glockenseil veröffentlicht.
Im Januar 2025 wurden sämtliche Indizierungen aufgehoben.

## Sonstiges
- Besonders bekannt wurde die Szene, in der einem Mann in langen Einstellungen mit einer Bohrmaschine der Schädel aufgebohrt wird. Regisseur Fulci sah in dieser Szene „einen Aufschrei gegen den latenten Faschismus in Provinzstädten“. Diese Rechtfertigung wurde zwar vielfach als unglaubwürdig eingestuft, allerdings beschäftigte sich der Regisseur öfter mit diesem Thema, u. a. in seinem zuvor erschienenen Film Don’t Torture a Duckling.
- Die deutsche Fassung war bereits in der in puncto Gewalt ungeschnittenen Erstauflage inhaltlich stark gekürzt. Dadurch rückten die drastischen Gewaltdarstellungen noch mehr in den Vordergrund. Noch stärker betont wurden die Brutalitäten in der 1981 erschienenen 33-minütigen Super-8-Schmalfilmfassung, in der die Handlung noch geraffter ist, die Gewaltszenen aber ungekürzt enthalten sind.
- Die deutsche Dark-Metal-Band Eisregen bezieht sich auf ihrem Album Wundwasser mit dem Lied Am Glockenseil auf Fulcis Film. Eine andere Version dieses Liedes ist auf dem Album Schlachtwerk der Death-Metal-Band Eisblut (Nebenprojekt zweier Eisregen-Mitglieder) zu hören. Das CD-Label des indizierten Eisregen-Albums Krebskolonie zeigt jene Filmstelle, in der einer Frau das Blut aus den Augen fließt.
- In der Komödie Voll normaaal (1994) von Kabarettist Tom Gerhardt wird der Filmtitel als amüsante Ergänzung in einer Reihe sonst fiktiver Filmtitel wie Henker haben dicke Arme und Dracula 12 – Schlachtfest am Zentralfriedhof genannt.
- In dem Point-and-Click-Adventure Edna bricht aus von Daedalic Entertainment gibt es im 2. Akt eine Spielszene, in der eine Leiche an einem Glockenseil hängt; in Anlehnung an den Filmtitel.